# Jatibonico
Jatibonico é uma cidade de Cuba pertencente à província de Sancti Spíritus. Galerias de vitrais podem ser encontradas em San Jose Igreja Paroquial da Jatibonico, única no seu gênero em toda a Cuba.